# 分福球場
分福球場（ぶんぷくきゅうじょう）はかつて群馬県館林市にあった野球場。

## 解説
この球場は、茂林寺球場という通称で呼ばれたが、分福茶釜で知られる茂林寺からは東武伊勢崎線線路を挟んで反対側に位置している。
プロ野球創成期には、下記参照の東京巨人軍によるキャンプによって球史にその名を残した球場である。
また、この球場でも職業野球公式戦が開催された記録がある。
その後敷地は学校法人関東学園に売却されて分福総合グラウンドとなっている。

## 茂林寺の特訓
職業野球の東京巨人軍が1936年（昭和11年）9月5日より分福球場で実施したキャンプ練習は、藤本定義監督、三原脩選手兼助監督主導の下、「千本ノック」に代表される血反吐を吐くとまで形容された猛特訓を課された。中でも白石勝巳は一塁手から遊撃手にコンバートされ、熾烈な特訓に嘔吐し失神、さらに顔面に打球を受けてもなお練習を続けようとした「血染めの特訓」が語り草となっている。現在まで綿々と続く巨人軍の基礎を作ったとさえ言われる。「死のキャンプ」と謳われた1979年（昭和54年）オフシーズンの伊東キャンプと並ぶ、ジャイアンツ史上に残る猛特訓であったという。別名「茂林寺の猛練習」。
同年、公式戦初優勝を飾ったことから、同球場は「巨人軍栄光の初V 不屈のG魂誕生の地」として、東武鉄道館林駅の東口正面に石碑が建てられている。